# Дженали, Бегджа
Бегджа Дженали, другой вариант — Бегден Джан Али (1908 год, Ставропольская губерния — дата смерти неизвестна, Байрам-Алийский район, Марыйская область, Туркменская ССР) — старший чабан каракулеводческого совхоза «Равнина» Министерства внешней торговли СССР, Байрам-Алийский район, Марыйская область, Туркменская ССР. Герой Социалистического Труда (1948).

## Биография
Родился в 1908 году в крестьянской в одном из сельских населённых пунктов Ставропольской губернии (современный Туркменский район Ставропольского края).
В послевоенные годы трудился старшим чабаном в каракулеводческом совхозе «Равнина» Байрам-Алийской района, директором которого был Павел Иванович Жданович.
В 1947 году бригада чабанов под руководством Бегджа Дженали содержала на начало года отару в 862 овцематок и получила 95,8 % каракульских смушек первых сортов. Было сдано в среднем по 105 ягнят к отбивке на каждые 115 овцематок. Указом Президиума Верховного Совета СССР от 15 сентября 1948 года удостоен звания Героя Социалистического Труда за «получение в 1947 году высокой продуктивности животноводства при выполнении колхозом обязательных поставок сельскохозяйственных продуктов и плана развития животноводства по всем видам скота» с вручением ордена Ленина и золотой медали «Серп и Молот».
Этим же Указом званием Героя Социалистического Труда были также награждены директор совхоза «Равнина» Павел Иванович Жданович, зоотехник Семён Борисович Браславский, управляющий второй фермой Беки Мамедтачев, управляющий третьей фермой Нурберген Карабашев и чабаны Ораз Бабаев, Чары Бабаев, Кенес Биркулаков, Мамед Валиев, Усербай Кульбатыров,
Проживал в Байрам-Алийском районе Марыйской области. Дата смерти не установлена.